# ماتسوتارو کاواگوچی
ماتسوتارو کاواگوچی (به ژاپنی: 川口 松太郎 Kawaguchi Matsutarō) رمان‌نویس، نمایشنامه‌نویس و تهیه کنندهٔ فیلم فعال در طول دوره شووا در ژاپن بود.